# Reşadiye, Çekmeköy
Reşadiye là một xã thuộc huyện Çekmeköy, tỉnh Istanbul, Thổ Nhĩ Kỳ. Dân số thời điểm năm 2010 là 1.969 người.